# Spannungston
Unter einem Spannungston (auch: Spannungsnote) versteht man in der Musik einen Ton, der in Abhängigkeit von der Tonlage eine musikalische Spannung oder Erwartung erzeugt; es wird einem Spannungston ein Auflösungsbedürfnis zugesprochen, das aus der Erwartung des Zuhörers entspringt. In der Tonart C-Dur ist beispielsweise ein zum C-Dur-Akkord (C + G) zusätzlich gespieltes F ein solcher Spannungston, da der sich einstellende Klang nicht stabil klingt, sondern eine Erwartung auslöst. Er muss zum Beispiel mit F-Dur (von der Tonika zur Dominante in der klassischen Harmonielehre I-IV-V-I-Verbindung) fortgeführt oder mit C-Dur abgeschlossen werden. Oder es löst sich eine Dissonanz, die durch einen Spannungston entsteht, in eine Konsonanz auf. 
Musikalische Spannung kann nicht nur durch Spannungstöne, sondern ebenso durch Wiederholung (Repetition) oder die stufenweise oder kontinuierliche Erhöhung der Tonhöhe erreicht werden.
In der Jazzharmonik werden Spannungstöne mit engl. Tension notes, kurz Tensions, oder Tensionstöne bezeichnet, die zu einem Akkord hinzugenommen werden können.

## Tensions
Im Jazz werden die Optionstöne 9, 11 und 13 vor allem in alterierter Form (♭9, ♯9, ♯4/♭5, ♭13) als Spannungstöne eingesetzt und als zusätzliche Töne in (erweiterten) Dominantseptakkorden verwendet. Im Vergleich zu den Optionstönen 9, 11 und 13, welche in der Tonleiter der Tonalität enthalten sind, erzeugen alterierte Optionstöne mehr Spannung.
Der Gitarrist und Autor Mathias Löffler unterscheidet Tensions in Optionstöne (9, 11, ♯11, 13) und ihre Alterationen (♭9, ♯9 und ♭13), wobei er ♯11 als Optionston bezeichnet. Das begründet er damit, dass der Ton ♯11 allenfalls innerhalb des Dominantseptakkords zur Quinte strebe, nicht aber den Dominantseptakkord selbst zu einer Auflösung dränge.
Die (erweiterten) Dominantseptakkorde sind in Chordsheets üblicherweise mit vorgegebenen Tensions notiert, beispielsweise ist G9 der Dominantseptakkord auf G, der fünften Stufe in C-Dur, welcher mit 9 als Optionston erweitert wurde. In der Akkordnotation wird teils auch das Symbol V für die fünfte Stufe verwendet. Häufig im Jazz verwendete erweiterte Dominantseptakkorde sind, in dieser Notation, zum Beispiel: V9 (mit 9 als Optionston), V9sus (mit 4 und 9), V7♭9 (mit ♭9 als alteriertem Optionston), V13♭9 (mit ♭9 und 13), V7♯5 (mit ♯5) und V7♯5♭9 (mit ♯5 und ♭9).